# 查特韋爾希斯
查特韋爾希斯（Chadwell Heath）是英格蘭倫敦東北部的一個地區，在行政區劃上屬於巴金和達格納姆區和紅橋倫敦自治市，位於查令十字東北12英里（19）。